# Нубийски планини
Нубийските планини (на арабски: مرتفعات النوبة) са разположени в провинция Южен Курдуфан, Судан. Обхващат площ от около 48 000 км². Средната височина на планинския масив не е голяма – 910 м надморска височина, но тя силно го откроява от заобикалящите ги равнини. Климатът в Нубийските планини е сравнително сух, но зелените им склонове контрастират рязко със сухата растителност в близките райони. Дъждовният сезон започва от средата на май до средата на октомври. Годишните валежи варират от 400-800 мм, което е предпоставка за паша и сезонни напоявания с дъждовна вода в селското стопанство. В планините почти няма пътища. Повечето села са достъпни само по старите пътеки, които не са пригодени за ползване от моторни превозни средства.
По време на Втората суданска гражданска война местното нубийско население широко подкрепя Суданската народна освободителна армия, което довежда до конфликти с арабите багара, въоръжавани от Хартум. Районът е под контрола на централното суданско правителство. Споразумението за общ мир не дава право на региона на Нубийските планини да гласува за референдум за независимост заедно с Южен Судан през 2011 година. На жителите на Нубийските планини се дава правото да участват в зле дефинирано „всенародно допитване“, за да определят бъдещето си. Не само районът на Нубийските планини, но и населението на цял Южен Курдуфан ще има право да гласува на всенародното допитване и по-специално племето месирия, част от общността на арабите багара. Освен това, правителството на Судан поддържа значително военно присъствие в региона и дори възможното „всенародно допитване“ да стане факт, вероятността то да бъде осуетено е голяма. Неопределената ситуация и страховете от бъдещо междуобщностно насилие карат специалисти да се опасяват, че Южен Курдуфан може да бъде „Следващия Дарфур“.